# تولان
تولان (بالإنجليزية: Tulan)‏ هي منطقة سكنية تقع في مقاطعة غرمي في إيران. يقدر عدد سكانها بـ 96 نسمة .